# Перри (округ, Иллинойс)
Пе́рри (англ. Perry County) — округ в штате Иллинойс, США. Официально образован в 1827 году. По состоянию на 2010 год, численность населения составляла 22 350 человек.

## География
По данным Бюро переписи США, общая площадь округа равняется 1 157,731 км2, из которых 1 144,781 км2 — суша, и 13,468 км2, или 1,200 % — это водоёмы.

## Население
По данным переписи населения 2000 года в округе проживает 23 094 жителя в составе 8504 домашних хозяйства и 5842 семьи. Плотность населения составляет 20,00 человек на км2. На территории округа насчитывается 9457 жилых строений, при плотности застройки около 8-ми строений на км2. Расовый состав населения: белые — 89,55 %, афроамериканцы — 8,02 %, коренные американцы (индейцы) — 0,23 %, азиаты — 0,28 %, гавайцы — 0,04 %, представители других рас — 1,09 %, представители двух или более рас — 0,79 %. Испаноязычные составляли 1,76 % населения независимо от расы.
В составе 30,10 % из общего числа домашних хозяйств проживают дети в возрасте до 18 лет, 55,30 % домашних хозяйств представляют собой супружеские пары, проживающие вместе, 9,70 % домашних хозяйств представляют собой одиноких женщин без супруга, 31,30 % домашних хозяйств не имеют отношения к семьям, 27,90 % домашних хозяйств состоят из одного человека, 14,60 % домашних хозяйств состоят из престарелых (65 лет и старше), проживающих в одиночестве. Средний размер домашнего хозяйства составляет 2,43 человека, и средний размер семьи — 2,96 человека.
Возрастной состав округа: 22,00 % — моложе 18 лет, 10,30 % — от 18 до 24, 29,20 % — от 25 до 44, 22,50 % — от 45 до 64, и 22,50 % — от 65 и старше. Средний возраст жителя округа — 38 лет. На каждые 100 женщин приходится 113,10 мужчин. На каждые 100 женщин старше 18 лет приходится 114,80 мужчин.
Средний доход на домохозяйство в округе составлял 33 281 USD, на семью — 41 064 USD. Среднестатистический заработок мужчины был 29 169 USD против 20 170 USD для женщины. Доход на душу населения составлял 15 935 USD. Около 10,10 % семей и 13,20 % общего населения находились ниже черты бедности, в том числе — 16,50 % молодежи (тех, кому ещё не исполнилось 18 лет) и 10,10 % тех, кому было уже больше 65 лет.